# Franz Huter
Franz Huter (* 14. August 1899 in Bozen; † 26. Oktober 1997 in Innsbruck) war ein österreichischer Historiker.

## Werdegang
Nach der Matura am Franziskanergymnasium Bozen im Jahre 1917 nahm Huter als Kaiserjäger am Ersten Weltkrieg teil. Anschließend studierte er Geschichte und Germanistik an den Universitäten Innsbruck, Freiburg im Breisgau und Wien mit Abschluss als Dr. phil. in Innsbruck 1923. Als promovierter Historiker wurde Huter Mitglied des Instituts für Österreichische Geschichtsforschung und Volontär am Tiroler Landesregierungsarchiv Innsbruck. 1928–1941 wirkte er als Archivar am Haus-, Hof- und Staatsarchiv Wien. Unter dem Pseudonym M. Völser publizierte er in den 1930er Jahren in der Zeitschrift Tiroler Heimat. Von 1934 an war er Mitglied der austrofaschistischen Vaterländischen Front. Von 1940 bis 1945 wirkte er im Auftrag des SS-Ahnenerbes als Archivreferent und Beauftragter für Archivschutz in Südtirol, wobei er sich zusehends einer „ethnopolitische(n) Blickrichtung“ im Sinne des nationalsozialistischen Wissenschaftsverständnisses annäherte. Huter beantragte am 11. April 1940 die Aufnahme in die NSDAP und wurde am 1. Juli aufgenommen (Mitgliedsnummer 8.225.291). Im Zuge der Besetzung Südtirols durch die deutsche Wehrmacht am 8. September 1943 (Operationszone Alpenvorland) war Huter gemeinsam mit Wolfgang Steinacker an der Beschlagnahme des seither verschollenen Privatarchivs von Ettore Tolomei beteiligt; dies führte 1953 zu einem Prozess in Trient, bei dem beide Akteure freigesprochen wurden, da sie ausschließlich höheren Befehlen gehorcht hätten.
Bereits 1938 war Huters Habilitation für Österreichische Geschichte in Wien erfolgt; 1941 war er als außerordentlicher Professor für Geschichte des Alpenraums und Wirtschaftsgeschichte an die Universität Innsbruck (damals Deutsche Alpenuniversität) berufen worden, wo er 1958 zum Universitätsprofessor ernannt wurde. 1966 wurde Huter emeritiert, blieb allerdings bis 1983 ehrenamtlicher Leiter des von ihm aufgebauten Universitätsarchivs. Seit 1959 war Huter zudem Mitglied der Österreichischen Akademie der Wissenschaften; außerdem war er Präsident des Altkaiserjägerklubs am Bergisel in Innsbruck.

## Werk
Huter war ein die historischen Quellen exakt aufbereitender Geschichtsforscher, Universitätslehrer und Herausgeber. In seinen Darstellungen ist er vor allem Verkünder eines den Herrschaftsverhältnissen seiner Zeit entsprechenden Mythos Tiroler Heimat.

## Publikationen (Auswahl)
- Die Grundherrschaften des Tales Schnals im Untervinschgau. Innsbruck 1926 (Dissertation, Universität Innsbruck, 1923, Referent Hermann Wopfner).
- Über die Quellen des Meßgerichtsprivilegs für die Bozener Märkte von 1635. Vogelweider, Bozen 1923–1925.
- Tiroler Urkundenbuch. I. Abteilung. 3 Bände. Universitätsverlag Wagner, Innsbruck 1937–1957.
- (mit Hans von Voltelini) Die Südtiroler Notariats-Imbreviaturen des 13. Jahrhunderts, T. 2 (= Acta Tirolensia. Bd. 4). Wagner, Innsbruck 1951.
- (mit Otto Stolz) Wehrverfassung und Schützenwesen in Tirol von den Anfängen bis 1918. Innsbruck 1960.
- Südtirol. Eine Frage des europäischen Gewissens. Verlag für Geschichte und Politik, Wien 1965.
- Alpenländer mit Südtirol. In Zusammenarbeit mit den Archivdirektoren Hanns Bachmann, Karl Heinz Burmeister, Gotbert Moro, Fritz Posch und Heinz Dopsch herausgegeben von Franz Huter (= Handbuch der historischen Stätten. Österreich. Band 2). 2. Auflage. Alfred Kröner, Stuttgart 1978, ISBN 3-520-27902-9.
- Ein Kaiserjägerbuch. Bd. 1: Die Kaiserjäger und ihre Waffentaten. Bd. 2: Kurzgeschichte des Bergiselmuseums, Innsbruck 1980 bzw. 1985.
- Hieronymus Leopold Bacchettoni. Professor der Anatomie und Chirurgie an der Universität Innsbruck. Ein Beitrag zur Verselbständigung der Chirurgie als Lehrfach an den Universitäten nördlich der Alpen (= Schlern-Schriften, Band 275). Universitätsverlag Wagner, Innsbruck 1985, ISBN 3-7030-0150-X.
- Ausgewählte Aufsätze zur Geschichte Tirols (= Schlern-Schriften, Band 300). Hrsg. von Josef Riedmann und Marjan Cescutti. Universitätsverlag Wagner, Innsbruck 1997.

Herausgeberschaften
- Hundert Jahre Medizinische Fakultät Innsbruck: 1869–1969 (= Veröffentlichungen der Universität Innsbruck, Band 17 = Forschungen zur Innsbrucker Universitätsgeschichte, Band 7). Österreichische Kommissionsbuchhandlung, Innsbruck 1969:
  - Teil 1: Die Wiedererrichtung der Fakultät und ihre Vorgeschichte, DNB 890234272.
  - Teil 2: Geschichte der Lehrkanzeln, Institute und Kliniken, DNB 890234280.
- Universität Innsbruck (Hrsg.): Hundertjahrfeier der Medizinischen Fakultät der Leopold-Franzens-Universität in Innsbruck am 14. Juni 1969 im Tiroler Landestheater (= Veröffentlichungen der Universität Innsbruck, Band 27 = Innsbrucker Universitätsreden, Band 3), Universität Innsbruck. Medizinische Fakultät, Österreichischer Kommission-Buchhandlungsverlag, Innsbruck 1969, DNB 890936625.
- Jahrbuch Tiroler Heimat (von 1947 bis 1986).
- Buchreihe Tiroler Wirtschaftsstudien (von 1955 bis 1973).
- Buchreihe Schlern-Schriften (von 1971 bis 1993).